# Giovanni Leardo
Giovanni Leardo fue un cartógrafo veneciano. Poco se conoce de su vida. Su planisfero de 1442 está basado en el modelo geocéntrico de Ptolomeo y combina, entre otros aspectos, las creencias cristianas —ubica a Jerúsalen en el centro—, con símbolos paganos, teorías geográficas árabes y permite calcular las fases de la Luna y la celebración de Semana Santa.
Existen tres pergaminos originales de su planisferio firmados por él, todos ellos con pequeñas diferencias. El más antiguo, de 1442, se encuentra en la Biblioteca Comunale de Verona; otro, de 1448, se custodia en la Biblioteca Civica Bertoliana de Vicenza, mientras el tercero, de 1452, se encuentra en la American Geographical Society Library.
Aunque los dos primeros se encuentran tan desfasados como los de Dalorto, Pizigano o el Atlás catalán de 1375, el último sí está más actualizado que otro mapa de la época, el mapamundi catalán de 1450 de la Biblioteca Estense, atribuido a Pere Rosell.